# Українська Хата (товариство)
«Українська Хата» — суспільно-політичне товариство, що виникло у Херсоні з початком Перших Визвольних Змагань. Своєю метою новостворене товариство обрало «відродження українського народу і придбання йому відповідних часу прав у Державі Російській». 

## Заснування

Повістка про установчи збори товариства

Товариство було засноване 19 березня 1917 року. Того ж дня було вирішено створити комісію з підготовки статуту. До комісії увійшли Андрій Грабенко, Микола Чернявський, Терентій Якушев і Нестор Малеча. Збори звернулися до редакцій «Херсонських новин» і «Известей Херсонского уездного земства» з проханням відкрити українські рубрики. І незабаром в цих виданнях з'явилися власні українські відділи, в яких почали друкувати політичні заклики, статті, вірші та новини українського національного життя.
25 березня 1917 року в приміщенні II товариства Взаємного кредиту о четвертій годині дня відкрилися установчі збори товариства «Українська Хата». В гості до херсонців завітав представник Миколаївської «Просвіти» Панас Саксаганський. Головуючим на зборах був Микола Чернявський, писарем — військовий чиновник Нестор Малеча, відомий діяч херсонського українського революційного руху, який згодом брав активну участь у визвольних змаганнях.
Збори затвердили статут «Української Хати в Херсоні», головними завданнями якого було заснування шкіл, бібліотек, книгарень, читання просвітницьких курсів, публічних лекцій, проведення концертів та вечорів, тобто усього, що «працює на всіх напрямах, які ведуть до взаємного єднання окремих людей українського походження і пробудження їх національної свідомості».
В Тимчасову Раду товариства увійшли Андрій Грабенко, Нестор Малеча, Терентій Якушев, Іван Челюк, Хрисанф Лиханський, Юрко Шомін, Сергій Бобров, Кузьма Курінний та інші — усього 17 чоловік. Товариство очолив Микола Чернявський. До товариства записалося 103 члени, серед яких було й 10 жінок.

Заклик Нестора Малечі до українців Херсона. Газета «Родной Край», номер за 5 березня 1917 року

Товариство «Українська Хата в Херсоні» стала першим легальним українським національно-культурним та політичним товариством у нашому регіоні, провісником «Просвіти», українським політичним клубом, який об'єднав усіх свідомих українців навколо національно-демократичних, поступових ідей. Свою назву, ймовірно, херсонське товариство взяло за прикладом «Української Хати в Одесі». Зв'язки херсонської й одеської громад були традиційно тісними. В Одесі ще в 1905 році, першій в російській частині України, було створене товариство «Просвіта». Внаслідок гонінь царського уряду, в листопаді 1909 року одеська «Просвіта» була заборонена. Але вже в 1910 році просвітяни спромоглися організувати «Одеський український клуб», який виконував просвітницькі функції. В 1911 р. з музично-драматичної секції «Просвіти» було створено товариство «Українська хата в Одесі», яке продовжувало діяльність до 1917 р.

## Розбудова організації

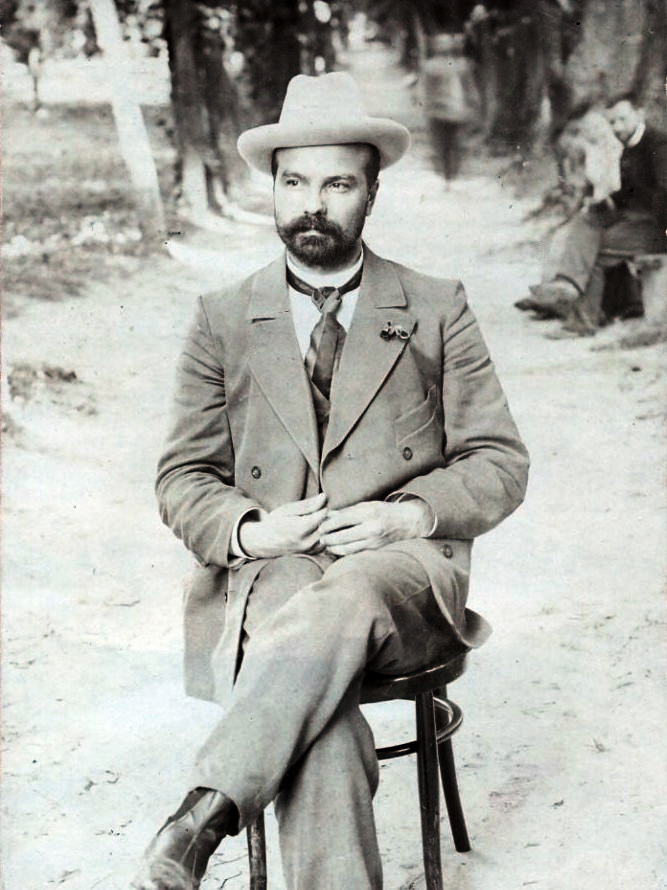
Микола Чернявський. Перший голова Товариства

29 квітня 1917 р. відбулися загальні збори «Української хати», які підсумували перший місяць своєї роботи: товариство зросло майже втричі з 103 до 290 членів, налагоджено щотижневий випуск власного «Вісника…», відкрито «український відділ» в «Известиях Херсонського повітового земства», вийшли друком брошура "Статут товариства «Українська Хата» та «метелик» «Українські революційні пісні», в читальні товариства «безплатно для усіх одержуються українські газети і видаються додому кожному членові товариства книги», проводяться лекції, концерти.
Серед головних напрямків діяльності для товариства були політична та культурно-просвітницька робота й «прояснення національної самосвідомості». Одним з політичних успіхів товариства стало одностайне рішення Надзвичайних зборів Херсонського повітового земства про організацію влітку курсів української мови для вчителів. Але одноголосність цього рішення далася нелегко. Діячі «Української хати» витримали й нерозуміння необхідності курсів з боку гласних-селян, їх думки зафіксувала стенограма зборів:
|  | Ми приїхали сюди, щоб подбати про нашу армію, а тим часом нічого не робимо... про якісь курси розмовляємо... це прямо казки і більше нічого... |

і ворожість з боку представників деяких російських лібералів. Тому рішення повітових зборів було політичним.
І, до речі, місце проведення загальних зборів товариства «Українська Хата» також стало політичним: вони пройшли в приміщенні Міської Думи. Й членом товариства, що також було важливою політичною перемогою, став міський голова Євген Яковенко.
На ниві культурній «Українська хата» добивалася політичних перемог. 1 липня 1917 року в Херсоні у літньому біоскопі «Бомонд» (на розі вулиць Суворовської та Говардівської) розпочали свою роботу українознавчі курси для вчителів. Першими курсантами стали приблизно 150 вчителів. Вони прослухали лекції з нових для них предметів «методика вивчення української мови», «історія розвитку української мови», «історія української літератури» та «історія України». Останній курс приїхав читати «батько» історії українського козацтва Дмитро Яворницький. Товариство «Українська Хата» посприяло вчителям у підборі необхідних посібників. Вчителі також прослухали лекції на актуальні політичні теми. Їх читали відомі громадські діячі С. П. Постернак, М. І. Гордієвський, В. М. Чехівський.
Це були перші легальні курси українознавства у Херсоні. З часом вони стали традиційними і проводилися для всіх бажаючих. Багато слухачів вперше дізналися про історію, літературу, культуру України. На початку двадцятих багато курсантів українознавчих курсів були ініціаторами прискорення українізації в Херсонському інституті народної освіти.

## Криза
«Українська Хата» як політична організація херсонського українства швидко втрачала свій авторитет. Починаючи з осені, товариство спіткали перші труднощі: брак коштів, відсутність приміщень, політичні утиски, розчарування у культурницькій роботі на фоні загострення політичної кризи. Наприклад, 22 жовтня 1917 року на загальних зборах товариства з 500 членів було усього 50… Доповідачі констатували, що робота «Хати» зосередилась лише на прийнятті політичних заяв та продажу книжок.
Драматично-музичний гурток та хор «співаків з української молоді», які були створені наприкінці квітня — в травні й планували щотижневі літературні ранки, концерти-вечірки, вистави, розвалилися… Гуртківці спочатку провели декілька заходів для членів товариства та широкого загалу, віднайшовши приміщення в залі Військово-фельдшерської школи, а потім — в залі губернського земства. Але, як писав Іван Челюк, «з перших же кроків з'ясувалось зовсім неможливе становище із справою відшкодування помешкання для улаштування концертів чи вистав. Звичайно, що при таких умовах не можливо було вести більш-менш планомірної роботи» . Всі спроби знайти постійне приміщення закінчувалися невдачею. Всі звернення до міської думи, доповіді, листи залишалися без відповіді. І спочатку припинив свою роботу Драматичний гурток, який так і не поставив жодної з вистав, а потім перестав існувати й хор. Товариство також мало певні труднощі у видавничий справі, а також у придбанні та розповсюдженні українських книжок. Але спочатку все розвивалося дуже добре. Ще у березні 1917-го, Микола Чернявський, Нестор Малеча та інші діячі «Української Хати», вирішили терміново організувати видання українських книжок. За короткий час був налагоджений випуск листівок та брошур. Першими побачили світ і з успіхом розійшлися революційні «Українські пісні» (3 тисячі примірників) та Статут товариства Хата" тисячі «Українська (2 примірників). Влітку у книжковому магазині „Української Хати“, як повідомляли місцеві газети, продавалася брошура Миколи Чернявського „Україна, автономія і федерація“, яка, до речі, за кілька місяців витримала три видання і мала схвальні відгуки навіть діячів Центральної Ради. Окрім двох тисяч примірників політологічної розвідки Миколи Чернявського, у книжковому магазині товариства до жовтня 1917 року було продано 25 тисяч примірників різних книг та брошур, які надходили до Херсона з усієї України.
Збереглися назви книжок, які продавалися влітку 1917 року в магазині: : „Хто ми і чого нам треба?“ (ціна 15 коп.), „Як жив Український народ“ (30 коп.), „Український буквар“ (50коп.), повний „Кобзар“ Т. Г. Шевченка (2 крб. 50 коп.), „Якої нам треба школи“ (25 коп.), також книги Грушевського, Кащенка, Возняка, Коломийченка, Франчука, Франка, Огієнка, Кобилянської, Черкасенка, Волховського, Маковея, Хоміна, Дікштейна, Чередниченка, Петровського („Бережіть могили“), Островського („Руйнування Батурина“), листівки „Українські революційні пісні“, „Євшан-зілля“, кістяк», «Саул», «Каменярі» та інші. Був також багатий вибір оціал-демократичної та соціал-революційної літератури.

## Реорганізація у культурно-освітнє товариство
«Але, — як зазначалося у документах, що зберігаються в державному архіві Херсонської для розвитку книжкової справи області, — потрібно було все більше коштів, а культурно- просвітня інституція, якою була „Українська Хата“, їх дістати була не в змозі».
Так з‘явилися плани реорганізації роботи «Української Хати», створення власних національних кооперативів (видавничого, кредитового та споживчого), які б підтримали розвиток просвітницької справи. Ці ідеї активно пропонував Іван Микитович Челюк. Наприкінці жовтня Микола Чернявський пішов у відставку, а товариство очолив відомий кооперативний діяч, український есер Іван Челюк. 5 листопада 1917 року на чергових загальних зборах він запропонував реорганізувати товариство в «Просвіту» і орієнтувати його виключно на вирішення культурно-просвітницьких завдань. Цей крок викликав жваві дискусії. Суперечки були настільки палкими, що пізніше прийшлося навіть письмово вибачатися.
Збори вирішили, «позаяк політичний бік обслуговують політичні українські партії», перетворити «Українську Хату» на «культурно-освітнє» товариство і визнали за необхідність створення українських кооперативних товариств бо «вони дуже необхідні, щоб об'єднувати наше українське громадянство в ріжних напрямах — економічному і культурно-освітньому».
6 грудня 1917 року новий голова «Української хати» Іван Челюк звітував:
|  | членів організації 527 чоловік, від яких поступило членських внесків карбованців. За листопад продано 1926 книжок з книгарні товариства на 2334 карбованця. Розпочався запис на курси української мови, які влаштовуються товариством для служачих в ріжних громадських і урядових інституціях. Поки що записалося із служачих Губерніальної земської управи 35 душ, в інших інституціях 15 чоловіків, серед служачих Казенної палати коло 40 душ… Колективні заяви про бажання бути слухачами курсів приймає член Ради Товариства М.Чернявський в губерніальній земській управі. |

В грудні планувалося відкрити при військовій філії «Української Хати» школу грамоти для вояків Гайдамацького куреня, провести три вечірки гумору, українських колядок та вечірку на честь Миколи Чернявського, а також влаштувати українські ялинки для дітей.

## Реорганізація у «Просвіту»
6 січня 1918 року в приміщенні Народного будинку під головуванням Нестора Малечі відбулися загальні збори «Української Хати», на яких було вирішено реорганізувати товариство в Херсонське товариство «Просвіта», передавши все майно та завдання просвітньої справи новоствореному товариству, одночасно створивши кооперативне видавниче товариство «Українська книгарня» та споживче товариство «Україна». До складу Ради «Просвіти» увійшли Челюк, Малеча, Чернявський, Молоков, Бобров, Сидоренко, Курінний, Шомин, Плужник, Шульгін, та інші, усього 19 представників. Головою Херсонської «Просвіти» та «Української книгарні» став Іван Микитович Челюк. Він писав з приводу створення поряд з «Просвітою» української кооперативної книгарні:
|  | “Українська книгарня” повинна мати велике значення для культурного розвитку населення Херсонщини. Просвітні товариства, кредитові товариства і товариства споживчі з усієї округи повинні вступати членами до цього кооперативу і, купуючи в книгарні літературу розповсюджувати її серед широкого населення. |

Для Херсонської «Просвіти» та «Українською книгарні» головними в цей період стало проведення регулярних курсів української мови, розбудова української освіти, видання та розповсюдження українських книжок, розвиток українського мистецтва, — впровадження, за виразом Івана Микитовича, «живого українського слова».
На фоні запеклої боротьби за владу в Україні у 1918 році стає відчутним потужний розвиток українських національних культурно-просвітницьких інституцій: «Української Хати», яка була реорганізована у «Просвіту», «Української Книгарні», товариства «Думка», української вчительської спілки, української студентської громади, постійних курсів з української мови, українського національного театру тощо.

## Заходи товариства

Вісник товариства «Українська Хата в Херсоні»

- Видали «Українські революційні пісні» (3 тисячі примірників) та Статут товариства «Українська Хата» (2 тисячі примірників).
- Створення книгозбірні (квітень 1917 року)
- Створення читальні (квітень 1917 року)
- Створення книгарні (квітень 1917 року)
- Заснований артистично-співочий гурток (квітень 1917 року)
- Відкрито військову філію товариства
- З 12 квітня розпочала свій вихід перша україномовна газета "Вісник товариства «Українська хата в Херсоні»
- 16 квітня 1917 року провели першу в історії міста українську політичну маніфестацію[1].
- У квітні 1917 створили драматично-музичний гурток та хор «співаків з української молоді»,
- Членом товариства став міський голова Євген Яковенко
- 1 липня 1917 року відкрили перші українознавчі курси для вчителів
- Взяло участь у виборах до міської думи Херсона (окремим списком гласних). Товариство провело до думи одного депутата: Євгена Яковенка
- Випустило брошуру Миколи Чернявського «Україна, автономія і федерація».
- Створили власні національні кооперативи (видавничий, кредитовий та споживчий).[2].
- Організувало лекції з українознавства для козаків Віленського українського полку.
- Проведення просвітницьких лекцій на актуальні теми державного життя та історії України серед пересічних херсонців.[3].

## Очільники
- Голови: Микола Чернявський (до кінця жовтня 1917), Іван Челюк (з кінця жовтня 1917)
- Товариш голови: Хрисанф Лиханський
- Писар: Нестор Малеча
- Помічниця писара: друкарка Аудерська
- Скарбник: лікар Шульгин

## Галерея

Будинок по вул. Суворова, 34, в якому 19 березня 1917 року о 12:00 Нестор Малеча зібрав ініціативну групу українців, що вирішили утворити товариство "Українська Хата"